# Alfred Rosenberg
Alfred Ernst Rosenberg (Reval, 12 de janeiro de 1893 — Nuremberg, 16 de outubro de 1946) foi um político e escritor alemão, sendo o principal teórico do nacional-socialismo, sintetizado na obra O Mito do Século XX (Der Mythus des zwanzigsten Jahrhunderts, 1930). Conselheiro de Adolf Hitler, chegando a ser ministro encarregado dos territórios da Europa Oriental, em 1941, onde deportou e exterminou centenas de milhares de pessoas, principalmente judeus. O Tribunal de Nuremberg (ou Nuremberga) o condenou à pena capital (execução) por enforcamento, pelos crimes de guerra.

## Origem e juventude
Rosenberg nasceu em Reval, hoje Tallinn, na atual Estônia, parte então do Império Russo. Estudou arquitetura no instituto técnico de Riga e engenharia na universidade de Moscou (Moscovo), terminando seu doutorado em 1917. Os edifícios que projetou neste período ainda estão na parte central de Tallinn. Durante a Revolução Russa de 1917, Rosenberg emigrou para a Alemanha em 1918 juntamente com Scheubner-Richter que foi um dos mentores de Rosenberg e de sua ideologia.

## Início da carreira
Rosenberg foi um dos primeiros membros do Partido Trabalhista Alemão (mais tarde National sozialistische Deutsche Arbeiter partei, Partido Nacional Socialista Alemão dos Trabalhadores, mais conhecido como NSDAP ou Nazi/Nazista), ao qual se filiou em janeiro de 1919 (Hitler não se filiaria senão em outubro de 1919).
Rosenberg tornou-se editor do Völkischen Beobachter, o jornal do partido nazista, em 1921. Em 1923 após o Putsch da Cervejaria, Hitler apoiou Rosenberg como líder do movimento nazista, uma posição que manteve até Hitler ser libertado da prisão. Hitler observou confidencialmente, alguns anos depois, que sua escolha de Rosenberg foi estratégica, baseada na personalidade fraca e na falta de auto-motivação. Hitler não queria um líder provisório dos nazistas muito popular ou um homem ambicioso, pois uma pessoa com qualquer uma das duas qualidades poderia não querer ceder a liderança do partido depois da libertação de Hitler.
Em 1929 Rosenberg fundou a Kampfbund für deutsche Kultur (liga militante para a cultura alemã). Tornou-se deputado em 1930 e publicou seu livro da teoria racial Der Mythus des zwanzigsten Jahrhunderts (O Mito do Século XX), que trata das pontos chaves na ideologia nacional socialista tal como a questão judaica. Pretendia-se como uma seqüência ao livro de Houston Stewart Chamberlain Die Grundlagen des neunzehnten Jahrhunderts (As bases do século XIX), um dos livros chaves da teoria racial proto-nazista.
Foi nomeado líder do gabinete político estrangeiro do NSDAP em 1933 mas com pouca participação no dia-a-dia do gabinete político. A sua visita a Inglaterra nesse ano foi projetada para tranquilizar os ingleses de que os Nazistas não seriam uma ameaça, e incentivar as ligações entre o novo regime e o Império britânico. Foi uma falha notável. Em janeiro de 1934 foi substituído por Hitler com responsabilidade sobre o espírito e a instrução filosófica de todo o NSDAP e organizações relacionadas.

## Teoria da conspiração e Nacional socialismo

### "O mito do século XX"
Rosenberg publicou em 1930 seu livro sobre teoria das raças O Mito do Século XX (Der Mythus des zwanzigsten Jahrhunderts), como continuação do trabalho (antissemita) de Houston Stewart Chamberlain As bases do século XIX (Die Grundlagen des neunzehnten Jahrhunderts).

### Teoria racial
Principal teórico do partido nazista, encarregado de construir uma escala racial humana que justificasse as políticas de Hitler. Rosenberg construiu suas teorias partindo dos trabalhos de Arthur de Gobineau, Houston Stewart Chamberlain, e Madison Grant bem como nas opiniões de Hitler. Por lhe faltar conhecimentos de antropologia, não teve o apoio científico de Grant e outros, tendo assim de basear as suas teorias raciais mais na filosofia que no fato científico. Rosenberg considerava negros, bem como judeus e outros povos semíticos, como o nível mais baixo da escala. No alto estava a raça branca ou ariana. Rosenberg considerava os povos nórdicos como a raça superior a toda as outras, incluindo outros arianos. Esta raça superior incluía os escandinavos, alemães, neerlandeses (holandeses) (incluindo o povo flamengo da Bélgica) e os ingleses. Os alemães foram proclamados como sendo a raça superior da raça superior. Rosenberg mudava constantemente a política racial nazista, mas ela sempre consistia na supremacia branca, no nacionalismo extremista alemão, e no antissemitismo cruel.

### Racismo e história da Filosofia
O mito é a tentativa, em uma representação histórico-filosófica da ideologia nacional-socialista como objetivo, como meta para explicar o gênero humano. Segundo Rosenberg, a história mundial é uma sucessão de lutas entre os nórdicos e o povo judeu (semitas). Só os povos nórdicos produzem cultura. Começando de uma especulação de Platão sobre a Atlântida, são estes povos nórdicos que aparecem antes de índios e persas. A Grécia clássica entra no Hellas nórdico e a Roma velha no Latinertum do norte-republicano. Os únicos descendentes legítimos destes povos do norte são os alemães. Estes povos nórdicos Rosenberg entende como raça, com o que isto não representa qualquer fenômeno biológico, antes um evento mental.
Nisto recusa que um Rassematerialismus (materialismo da raça) é ele mesmo unido com seu Erzrivalen Joseph Goebbels, que como ele desejava moldar curso ideológico do NSDAP.

## Diário
Os cadernos pessoais de Alfred Rosenberg que tinham desaparecido após o seu julgamento e execução, foram encontrados nos Estados Unidos da América em 2013 e revelam o essencial da "Solução Final", plano nazi para a exterminação dos judeus.
O diário tem 400 páginas e notas manuscritas pelo próprio Rosenberg entre 1934 e 1944 e foi encontrado numa "velha universidade" de Buffalo, onde teriam sido depositados por um assistente de Robert Kempner, um advogado judeu alemão que os levou para os Estados Unidos no final da guerra para processar criminosos nazis.
Os cadernos, agora propriedade do governo dos Estados Unidos, devem ser agora entregues ao Museu do Holocausto, onde ficarão disponíveis para ser consultados por historiadores e investigadores.